# کاخ کورنیک

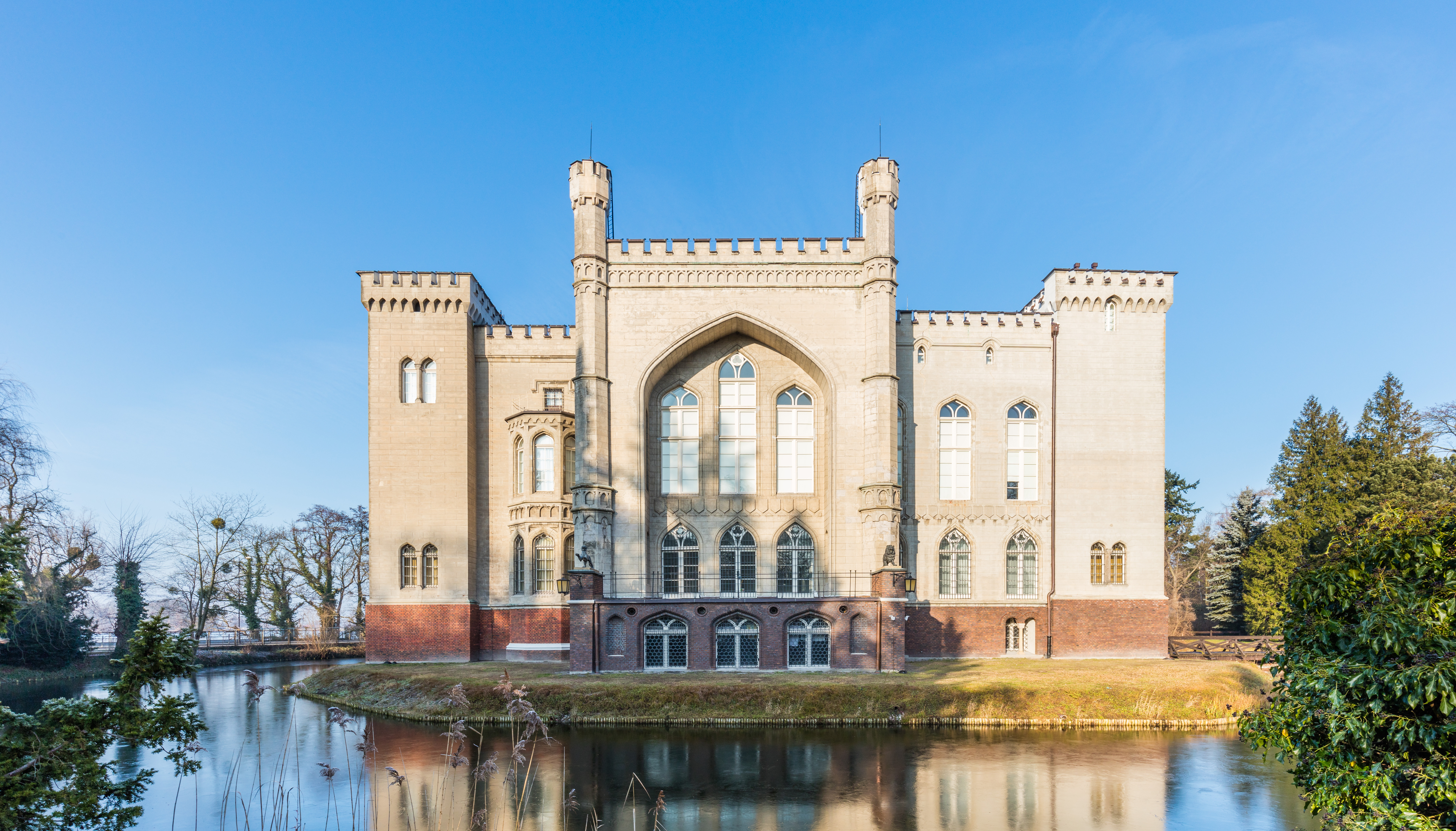
نمایی از کاخ کورنیک

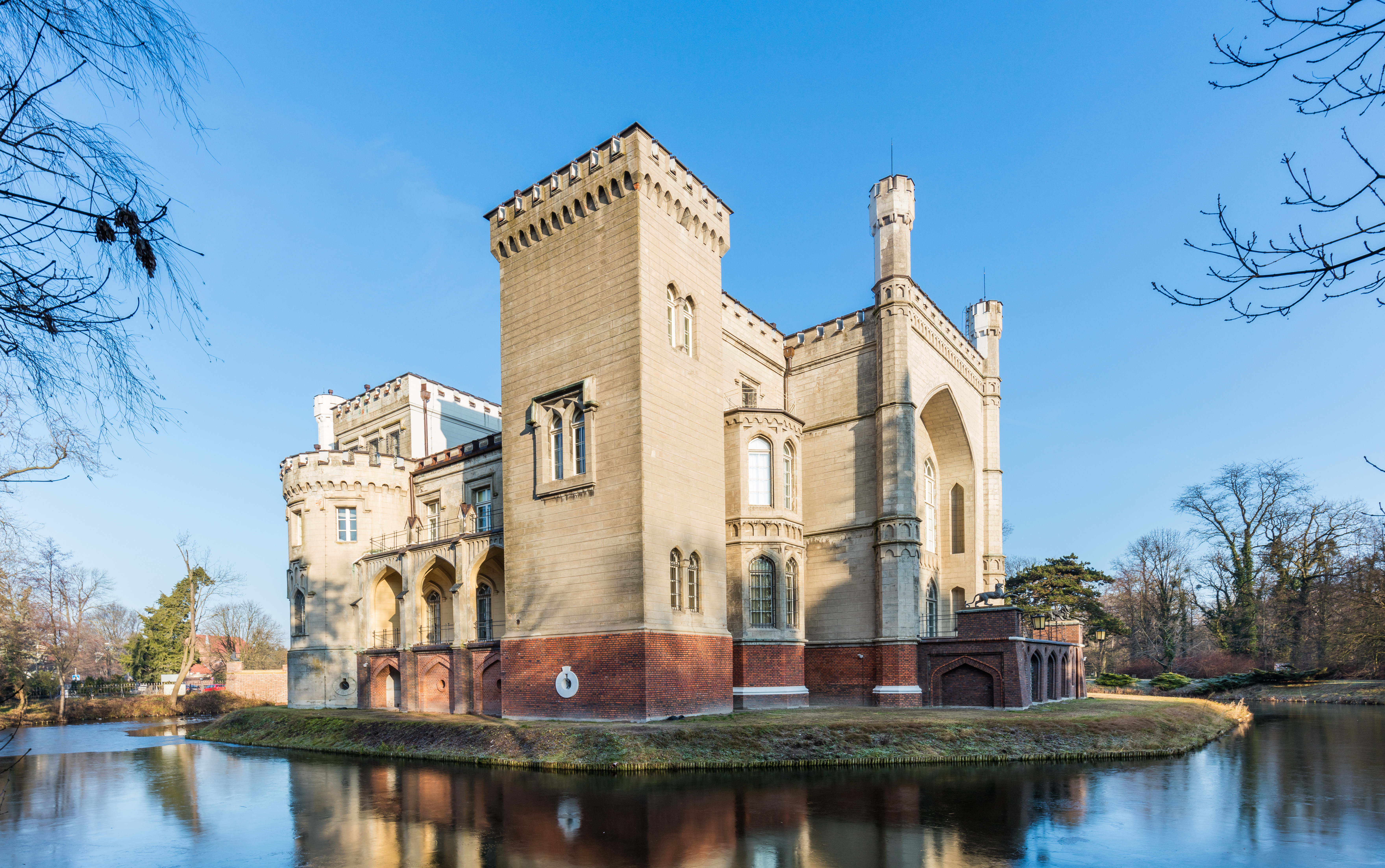
نمایی از کاخ کورنیک

کاخ کورنیک (به لهستانی: Zamek w Kórniku)، نام کاخی قدیمی در کورنیک، لهستان است.
این کاخ با تلفیق از معماری نئوگوتیک و معماری اسلامی، در سده ۱۴ میلادی، توسط معمار آلمانی کارل فریدریش شینکل ساخته‌شد. کاخ متعلق به یکی از خانواده‌های اشرافی لهستان بود.
کاخ کورنیک اکنون در فهرست میراث فرهنگی لهستان به ثبت رسیده‌است و به موزه-کتابخانه تغییر کاربری داده شده‌است.